# Heneicosano
El Heneicosano es un hidrocarburo saturado de cadena recta con la fórmula C21H44.
Es utilizado como feromona por la reina o rey termitas de la especie Reticulitermes flavipes. También atrae mosquitos del género Aedes y se puede utilizar en cebos de mosquitos. Esto funciona en la naturaleza ya que el hidrocarburo se produce en la piel de la larva. La facción 1:100000 en el agua es la más atractiva, pero si la concentración es 1:1000 entonces los mosquitos son repelidos en su lugar. El heneicosano es uno de los principales componentes del aceite esencial de flor de cártamo (Carthamus tinctorius). Todas las partes de la planta Periploca laevigata contienen heneicosano.Rosa damascena aceite esencial de flores contiene 5% de heneicosano. Sambucus nigra contiene un 2,3%.